# Lettere
Lettere est une commune italienne de la ville métropolitaine de Naples dans la région Campanie en Italie.

## Administration
| Période                                  | Période  | Identité            | Étiquette | Qualité |
| ---------------------------------------- | -------- | ------------------- | --------- | ------- |
| 7 mai 2012                               | en cours | Sebastiano Giordano |           |         |
| Les données manquantes sont à compléter. |          |                     |           |         |

### Communes limitrophes
Angri, Casola di Napoli, Corbara, Gragnano, Ravello, Sant'Antonio Abate, Tramonti